# Bankettsaal (Weißes Haus)

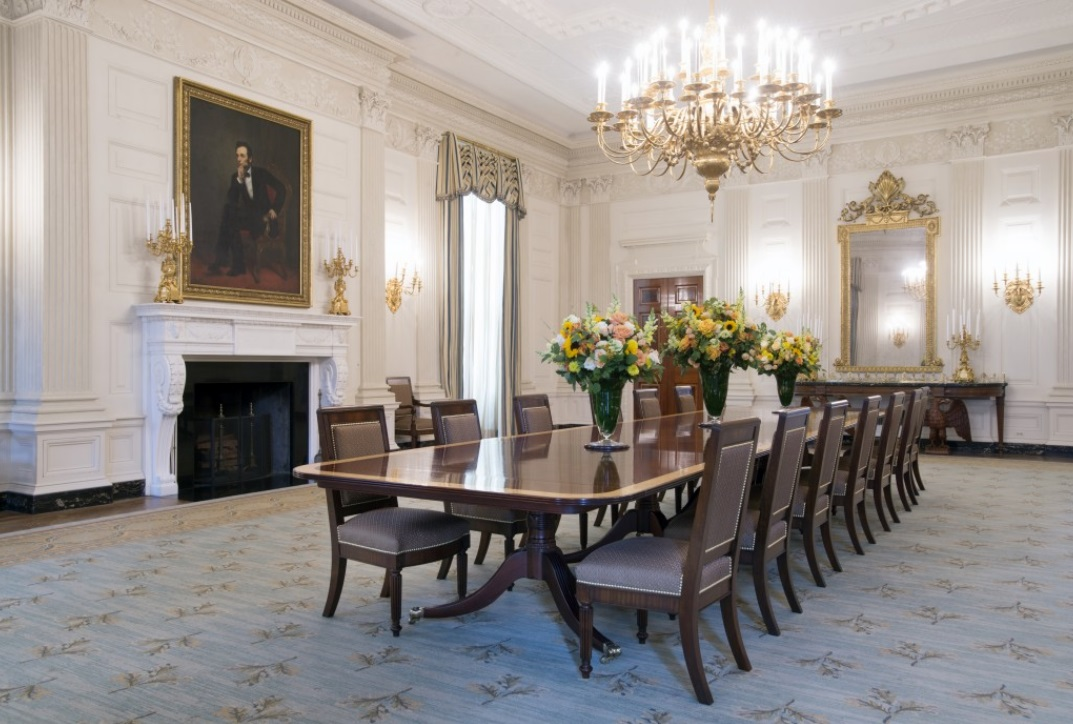
Der Bankettsaal wurde während der Regierungszeit von Bill Clinton renoviert.

Der Bankettsaal (englisch State Dining Room) ist das größere der zwei Speisezimmer im Weißen Haus. Der Raum misst etwa 18 × 12 m und fasst 140 Gäste. Das ursprüngliche Speisezimmer an der südwestlichen Ecke des Weißen Hauses war etwa halb so groß; erst bei der Renovierung von 1902 wurde es um eine Fläche erweitert, die zuvor als Büro, Bibliothek und Kabinettszimmer genutzt worden war.